# كليف سايد ماليبو
كليف سايد ماليبو (بالإنجليزية: Cliffside Malibu) هو مركز علاجي متخصص في علاج الإدمان، يقع في ماليبو، كاليفورنيا، الولايات المتحدة.

## نظرة عامة
تأسس كليف سايد ماليبو في عام 2005 على يد ريتشارد تايت، الذي كان قد تعافى من إدمان الكوكايين، وقرر إنشاء منشأة توفر بيئة علاجية فاخرة تجمع بين العلاج الطبي الحديث وأسلوب الحياة الصحي. أصبح المركز معروفًا على نطاق واسع بسبب استقباله لعدد من المشاهير وعرضه لبرامج علاجية متميزة تعتمد على مقاربات علاجية متعددة المستويات، بما في ذلك العلاج الفردي والجماعي، والعلاج الأسري.
في يونيو 2018، تم شراء المركز من قبل شركة ديسكفري بيفيوريال هيلث (Discovery Behavioral Health)، وهي شبكة تقدم خدمات الصحة السلوكية في جميع أنحاء الولايات المتحدة.

## العلاج
يعتمد كليف سايد ماليبو على نموذج مراحل التغيير الذي طوره جيمس بروجاس وكارلو ديكليمنتي، ويستخدم مزيجًا من العلاج السلوكي المعرفي، واليقظة الذهنية، وبرامج الخطوات الاثنتي عشرة، بالإضافة إلى برامج فردية مصممة خصيصًا لكل مريض. يشمل البرنامج أيضًا خدمات الرفاهية مثل اليوغا، والتأمل، والعلاج بالتدليك، وخطط التغذية الصحية.

## الجدل
واجه كليف سايد ماليبو انتقادات تتعلق بأسعاره المرتفعة التي قد تصل إلى أكثر من 80,000 دولار أمريكي شهريًا، كما تم التحقيق معه من قبل جهات رقابية صحية بشأن بعض الممارسات التسويقية. مع ذلك، واصل المركز العمل وحافظ على سمعته في تقديم خدمات علاجية فاخرة.